# Elbit Hermes 180
Silver Arrow HERMES 180 — беспилотный летательный аппарат, разработанный израильской компанией Silver Arrow, дочерней фирмой компании Elbit Systems. Предназначен для ведения наблюдения, патрулирования, разведки и корректировки огневой поддержки. Многоцелевой БПЛА изготовлен полностью из композитных материалов. Первый полёт совершил в 2002 году. Впервые БПЛА был представлен на авиавыставке Asian Aerospace в 2002 году. Номер «180» в названии модели означает взлётный вес аппарата.

## ЛТХ
- Модификация Hermes 180
- Размах крыла, м 6.00
- Длина, м 4.43
- Высота, м 1.80
- Масса, кг
  - пустого 150
  - максимальная взлетная 195
- Тип двигателя 1 ПД UEL
- Мощность, л.с. 1 х 38
- Максимальная скорость, км/ч 194
- Крейсерская скорость, км/ч 162
- Радиус действия, км 110
- Продолжительность полёта, ч до 10
- Практический потолок, м 4575